# 高建
高 建（コ・ゴン、고건、1938年1月2日 - ）は、大韓民国の政治家。第12代韓国国会議員、第30・35代国務総理。
哲学者で第6代国会議員を務めた高亨坤は父、尹錫悦政権で大統領直属デジタルプラットフォーム政府委員会委員長を務めている高晋は息子。

## 人物
ソウル出身。本貫は済州高氏。キリスト教徒。
1961年の高等考試行政課に合格後、官僚として数々の役職を歴任し、1988年ソウルオリンピック時のソウル特別市の市長（官選）、金泳三政権で首相に就任。在任中はアジア経済危機に対し迅速に対処するなどした。また経験豊富で行政の達人と呼ばれた。
首相退任後の1998年、公選により再びソウル特別市長に就任し、任期満了後の2003年に発足した盧武鉉政権で再び首相の座に就いた。議会の信任も厚く、リーダーシップをとるタイプではないが堅実な実務家で、経験の少ない国務委員（閣僚）が多い盧武鉉政権を陰で支えていた。
心労の為か2004年4月15日に行われる第17代総選挙の後、その結果にかかわらず辞任する意向を表明していたが、3月12日に国会で盧武鉉に対する大統領弾劾訴追案が可決されたため、大統領代行を務めることになった。大統領弾劾訴追案可決を無効とする憲法裁判所の裁定に伴い盧武鉉が大統領に復権した後の5月24日に国務総理の辞表を提出し、翌日受理された。
辞任後は盧武鉉政権の政策を批判するなど盧武鉉政権とは一定の距離を置いた。2006年8月28日 に与野党の議員を取り込む市民団体「希望韓国・国民連帯」（略称・希望連帯）を創立した。政界再編や2007年の韓国次期大統領選挙などの情勢も絡んでその動向が注目されていたが、2007年1月16日大統領選不出馬を表明し、政界引退の声明を発表した。
政界引退後の2009年12月、大統領直属の委員会として設置された社会統合委員会の初代委員長に就任、2010年12月に退任した。

## 来歴

### 学歴
- ソウル大学校文理大学政治学科（1956年 - 1960年）政治学学士
- ソウル大学校環境大学院（1968年 - 1971年）都市計画学碩士
- アメリカハーバード大学客員研究員（1983年）
- アメリカMIT国際問題研究所客員研究員（1984年）
- 圓光大学校名誉法学博士（1992年）
- アメリカシラキュース大学名誉法学博士（2001年5月）

### 職歴
- 高等考試行政課合格（1961年）
- 内務部地域開発担当官、セマウル運動担当官
- 江原道副知事（1974年）
- 全羅南道知事（1975年 - 1979年）
- 青瓦台政務首席秘書官（1979年 - 1980年）
- 交通部長官（1980年 - 1981年）
- 農水産部長官（1981年 - 1982年）
- 第12代国会議員（1985年 - 1988年）
- 内務部長官（1987年）
- 第22代ソウル市長（官選、1988年 - 1990年）
- 第30代国務総理（1997年 - 1998年、金泳三政権）
- 第31代ソウル市長（民選、1998年 - 2002年）
- 第35代国務総理（2003年 - 2004年、盧武鉉政権）
- シラキュース大学理事（2004年11月 - 現在）
- 気候変化センター理事長（2008年2月 - 2010年2月）
- 社会統合委員会初代委員長（2009年12月 - 2010年12月）

出典：사회통합위원회 역대 위원장（社会統合委員会歴代委員長）.社会統合委員会ホームページ

## エピソード
漢字復活派としても有名。
1940年当時、3歳の高は2歳年上の兄と共に李敭河の随筆の1編の主人公となった。
盧武鉉は2006年12月21日の民主平和統一諮問会議常任委員会で、高建の総理起用について「真ん中に立った人は両方を引き寄せることができず、自ら孤立するような結果になった。とにかく失敗した人事だ」と言った。これに対し、高は2017年に「完全に事実と違う。与野党を合わせて国政を遂行したのは私の方で、退任から2年後に盧武鉉大統領があの発言をした時は盧大統領本人が孤立したのが事実らしい。私は首相を辞めてから数年後の話で、時系列に対する勘違いがあったんじゃないか。私の総理任期中には与野党の協議がうまく行ったという記録が残っている。」と話した。
2017年12月に回想録が出版され、そこで朴槿恵と保守政界に対する酷評をした。高は「朴槿恵を検証せずに大統領に選んだじゃないか。保守陣営は勝つためにこうしなければならないという陣営対決の論理そして結果だ。」と言った。また、「2016年10月30日に当時の大統領の朴槿恵の招請で、青瓦台で社会元老数人と茶を飲みながら『国民の疑惑と怒りは限界を超えている。聖域のない捜査を表明し、国政システムを刷新して新しい国政の姿を見せてくれ』と進言したが、朴はこれを受け入れず、結局ろうそく集会が起こり、弾劾案が発議・可決された」と述べた。